# Acroneuria vn-a
Acroneuria vn-a és una espècie d'insecte plecòpter pertanyent a la família dels pèrlids.

## Descripció
- Els adults són, generalment, negres amb una brillantor iridescent i tenen el cap i el pronot de color negre brillant. Les ales, els cercs i les antenes també són negres.
- Les ales anteriors de les femelles fan 28 mm de llargària.
- La vagina presenta una bossa membranosa prima alineada al llarg del dors amb fines espines triangulars a prop de l'àpex.[5]

## Distribució geogràfica
Es troba a Indoxina: el Vietnam.